# Équipe du Danemark féminine de football des moins de 17 ans
Cet article traite de l'équipe féminine. Pour l'équipe masculine, voir Équipe du Danemark des moins de 17 ans de football.
L’équipe du Danemark de football féminin des moins de 17 ans est constituée par une sélection des meilleures joueuses danoises de moins de 17 ans sous l'égide de la Fédération du Danemark de football. 
Leur meilleur résultat en Championnat d'Europe est une 3e place obtenue en 2008 et 2012.

## Parcours

### Parcours en Championnat d'Europe
| - 2008 : 3e - 2009 : Non qualifiée - 2010 : Non qualifiée - 2011 : Non qualifiée - 2012 : 3e - 2013 : Non qualifiée - 2014 : Non qualifiée - 2015 : Non qualifiée - 2016 : Non qualifiée - 2017 : Non qualifiée - 2018 : Non qualifiee - 2019 : Phase de groupes - 2020 - 2021 : Editions annulées - 2022 : Phase de groupes |